# Jürgen Hermann Mayer

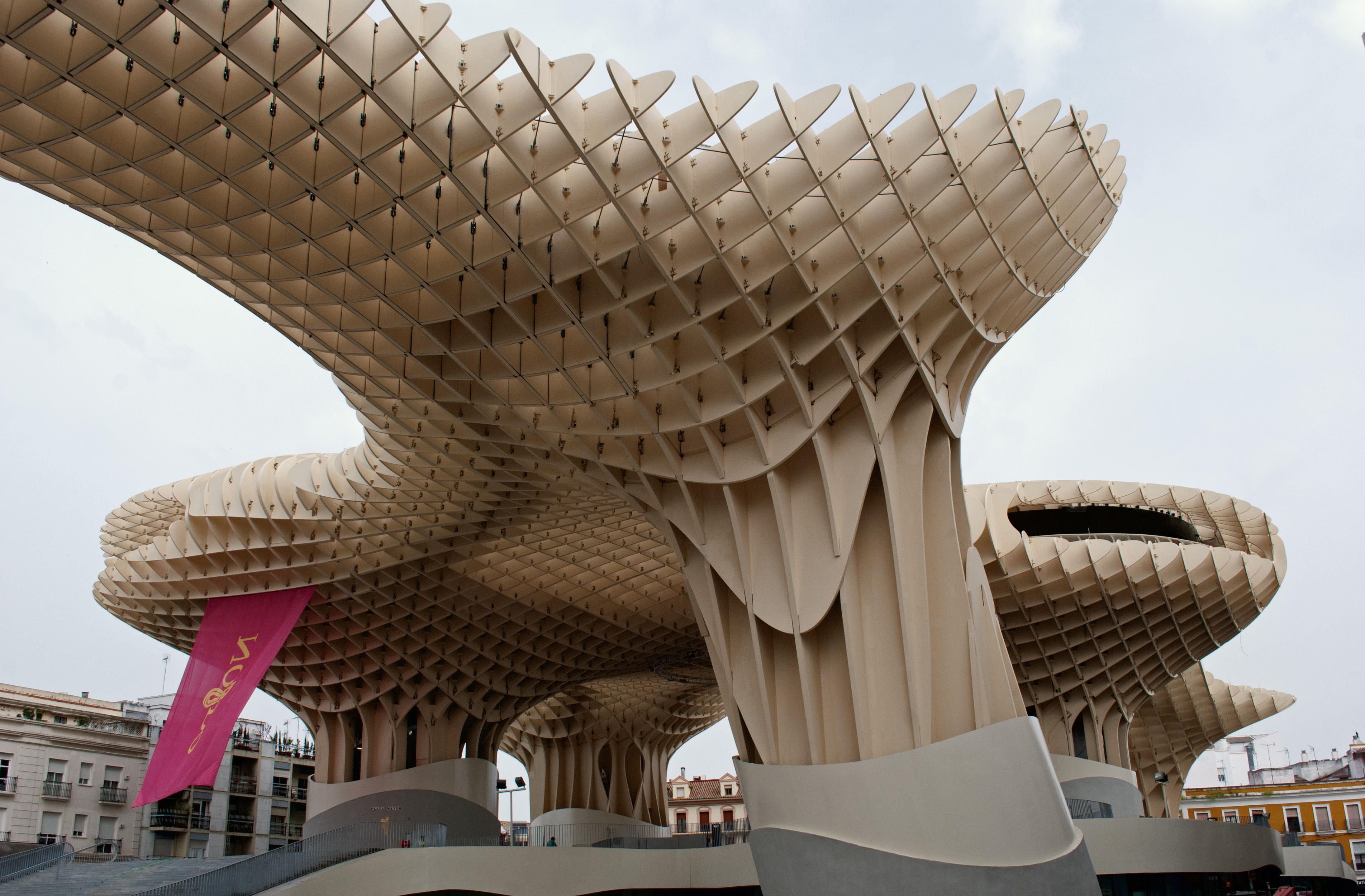
Metropol Parasol em Sevilha.

Jürgen Hermann Mayer (Estugarda, 30 de outubro de 1965) (também surge como Jürgen Mayer H.) é um arquiteto e artista alemão. É o líder da empresa de arquitetura "J. MAYER H." in Berlin.

## Biografia
Estudou na Universidade de Estugarda, The Cooper Union e Universidade de Princeton.

## Arte
A sua obra tem sido exibida em coleções internacionais, incluindo no Museu de Arte Moderna de Nova Iorque e São Francisco (MOMA).

## Prémios
Jürgen Mayer H. recebeu o prémio Mies-van-der-Rohe em 2003 para arquitetos promissores pela sua obra na Stadthaus Ostfildern, na Alemanha, e o prémio Holcim de bronze de 2005 pelo projeto Metropol Parasol em Sevilha, a sua obra mais conhecida.